# Marga López
Catalina Margarita López Ramos (São Miguel de Tucumã, 21 de junho de 1924 — Cidade do México, 4 de julho de 2005) foi uma atriz argentina naturalizada mexicana. 

## Biografia
Seus pais eram Pedro López Sánchez e Dolores Ramos Nava, e ela teve seis irmãos: Juan, Miguel, Dolores, Pedro, Maria e Manuel. 
Marga estreou no show business na Argentina ainda criança, com seus irmãos no grupo conhecido como "Los Hermanitos López". Em 1936 eles percorreram a América Latina incluindo o México. Lá ela conheceu seu futuro marido Carlos Amador, um produtor cinematográfico, com quem ela casou duas vezes, em 1941 e em 1961. Eles tiveram dois filhos, Carlos e Manuel. Em 1964, ela casou com ator Arturo de Córdova, que morreu em 1973. 
Sua filmografia é muito extensa. Ela apareceu em mais de 80 filmes durante a Idade do Ouro do Cinema do México, a partilhou créditos com Pedro Infante, Ernesto Alonso, Tin Tan, Amparo Rivelles. Sua estréia foi no filme o papel de uma garçonete no filme "El Hijo Desobediente", dirigida por Humberto Gómez Landero, em 1945. Em 1959 Marga López compartilhou cenas com Rita Macedo, no filme "Nazarín" de Luis Buñuel.
Marga López, foi sempre atuante no teatro, atuando em 2001, em "Al final del camino" uma obra escrita por seu irmão, Manuel López Ramos e dirigida por Otto Sirgo. Participou na televisão em várias telenovelas como El privilegio de amar, Carita de ángel e El Manantial. Em 2003 interpretou o papel da avó de Kate del Castillo e mãe de Diana Bracho na telenovela Bajo la misma piel, muito bem sucedida, na qual representou uma mulher com uma doença terminal, numa luta diária contra a doença, mas a escondendo dos outros para não preocupar a família. 
No ano de 2004 Marga se fez presente, no Cuarto Festival de Cine Independiente El Chamizal, em El Paso, no Texas e em Ciudad Juárez, estado de Chihuahua. 
Em 2005, ela sofria de enfisema pulmonar e teve episódios de bronquite aguda. Reportado, Marga era fumante e não desistiu do tabaco até 2004. Na terça-feira, 19 de Abril de 2005, ela sofreu um ataque cardíaco, durante  um check-up em um hospital na Cidade do México. Ela faleceu em 4 de julho de 2005, de arritmia cardíaca. 

## Filmografia

### Telenovelas
- Bajo la misma piel (2003) - Esther Escalante de Ortiz
- Entre el amor y el odio (2002) - Josefa Villarreal
- El manantial (2001) - Madre Superiora
- Aventuras en el tiempo (2001) - Urraca Valdepeña
- Carita de ángel (2001) - Madre General Asunción de la Luz
- La casa en la playa (2000) - Serena Rivas
- El privilegio de amar (1998) - Ana Joaquina Velarde
- Te sigo amando (1996-1997) - Montserrat
- Lazos de amor (1996) - Mercedes de Iturbe
- Alondra (1995) - Leticia del Bosque
- Caminemos (1980) - Aurora
- Añoranza (1979) - Magdalena
- Ven conmigo (1975)
- El Juramento (1974)
- Las máscaras (1971) - Márgara
- Concierto de almas (1969) - Magda
- Cynthia (1968) - Cynthia
- Las momias de Guanajuato (1962)

### Cinema
- Los tres García (1946)
- Vuelven los García (1946)
- Cartas marcadas (1947)
- Azahares para tu boda (1950)
- Un rincón cerca del cielo (1952)
- Ahora soy rico (1952)
- La tercera palabra (1955)
- Nazarin (1959)
- Cri-Crí, el grillito cantor (1963)
- Juventud sin ley (1964)
- Hasta el viento tiene miedo (1967)
- El libro de piedra (1968)
- El profe (1970)

## Prêmios
- Silver Ariel

Melhor atriz coadjuvante: Soledad (1947)
- Silver Ariel

Melhor atriz: Salón México (1949)
- Silver Ariel

Melhor atriz: La Entrega (1954)